# Pormask

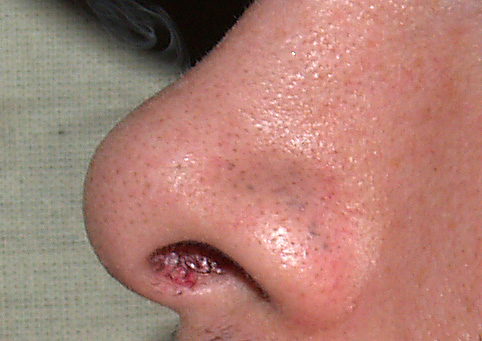

Pormaskar (även kallade komedoner) består av en utvidgad talgkörtelsmynning fylld med talg, bakterier och avstött hud. En öppen komedon ser ut som en liten svart prick i det yttre hudlagret (den svarta färgen är oxiderad melanin) medan en stängd komedon blir till en vit upphöjning. Det vita är tunn hud som tryckts upp av inflammationen som blivit på grund av att talgkörteln först blev tilltäppt. Komedoner är ett lindrigt symtom till akne som kan utvecklas till en större inflammation där papler och pustler utvecklas (finnar).
Pormask är ett symptom på akne av typen acne comedonica där porerna i huden blir tilltäppta av restprodukter från en vanlig hudbakterie (Propionibacterium acnes). Pormaskar bildas som ett resultat av att ett överskott av talg (sebum) bildar goda levnadsförhållanden för bakterier som täpper till talgkörtlars öppning (porer). Själva överskottet av talg kommer ofta som ett resultat av hormonförändringar, särskilt under puberteten.
Talg innehåller ett mörkt pigment, melanin, som oxiderar och blir svart när den utsätts för luft - det är därför så kallade öppna pormaskar har ett mörkt utseende. Talg har en skyddande roll i huden, hjälper till att hålla den smidig samt bibehålla hudens pH-värde.  Om man klämmer på en pormask så kommer talg ut och kan likna en liten mask. Därför kallas det just pormask. Om man felaktigt klämmer på en pormask kan det bildas en inflammation och pormasken kan då bli en finne.